# فینال‌های ان‌بی‌ای ۱۹۵۵
سری فینال‌های قهرمانی جهان ان‌بی‌ای ۱۹۵۵ دور قهرمانی فصل ۵۵–۱۹۵۴ اتحادیهٔ ملی بسکتبال بود. سیراکیوس نشنالز در سری بهترین از هفت (۴ برد از ۷ بازی) به مصاف فورت وین پیستونز رفت و توانست این بازی‌ها را با نتیجهٔ ۴–۳ به سود خود خاتمه دهد. در حالی که جورج کینگ از سیراکیوس یک پرتاب آزاد برای تیمش گرفت تا در ۱۲ ثانیه مانده به پایان بازیکنان نشنالز با نتیجهٔ ۹۲–۹۱ به برتری دست پیدا کنند. کینگ سپس توپ را از دستان اندی فیلیپ، بازیکن فورت وین، در حالی که سه ثانیه به پایان بازی زمان مانده بود، دزدید تا پیروزی سیراکیوس را مسجل کند. به دلیل این که امکان برگزاری فینال ان‌بی‌ای در زمین مسابقهٔ فورت وین فراهم نبود، این مکان مسابقه رزرو شده و در دسترس نبود، بازی‌های خانگی فورت وین در ایندیاناپولیس برگزار شد.
ادعا شده‌است که برخی از بازیکنان فورت وین با قمار بازها توطئه کرده‌اند تا این سری را به سیراکیوس ببازند. به ویژه ماهیت مشکوک بازی هفتم نگرانی‌هایی را در مورد مشروعیت این سری ایجاد کرده‌است. فورت وین در اوایل کوارتر دوم برابر سیراکیوس با نتیجهٔ ۴۱–۳۴ پیش بود، سپس به نشنالز اجازه داد برای پیروزی در این بازی عرض اندام کنند. اندی فیلیپ که سه ثانیه مانده به پایان بازی توپ را لو داد، مدعی شده بود حداقل یکی از هم تیمی‌هایش، جورج یاردلی، بازی را رها کرده‌است. یاردلی به چارلی روزن، نویسنده گفت: «همیشه پیامدهای ناخوشایندی در مورد آن بازی توپ وجود داشته». با این حال، با این حال، فیلیپ در این عقیده تنها نبود. برخی به شدت بر این باور بودند که برخی از بازیکنان پیستونز در طول بازی‌های فصول ۱۹۵۴ و ۱۹۵۵ بازی‌ها را به عمد رها کرده‌اند. در حقیقت، یاردلی خودش توپ را به سیراکیوس، در ۱۸ ثانیه باقیمانده به پایان بازی ۷، با تخلف حمل توپ و نقض آشکار مقررات هدیه داد، تا به سیراکیوس پرتاب آزاد برسد، و این پرتاب توسط فرانک برایان تبدیل به امتیاز شد. NBA پس از این سری فینال، دیگر تا سال ۱۹۸۵ به قالب ۲-۳-۲ بازنگشت.

## خلاصه سری
| بازی   | تاریخ    | تیم میزبان | نتیجه         | تیم مهمان |
| ------ | -------- | ---------- | ------------- | --------- |
| بازی ۱ | ۳۱ مارس  | سیراکیوس   | ۸۷–۸۲ (۱–۰)   | فورت وین  |
| بازی ۲ | ۲ آوریل  | سیراکیوس   | ۸۷–۸۴ (۲–۰)   | فورت وین  |
| بازی ۳ | ۳ آوریل  | فورت وین*  | ۹۶–۸۹ (۱–۲)   | سیراکیوس  |
| بازی ۴ | ۵ آوریل  | فورت وین*  | ۱۰۹–۱۰۲ (۲–۲) | سیراکیوس  |
| بازی ۵ | ۷ آوریل  | فورت وین*  | ۷۴–۷۱ (۳–۲)   | سیراکیوس  |
| بازی ۶ | ۹ آوریل  | سیراکیوس   | ۱۰۹–۱۰۴ (۳–۳) | فورت وین  |
| بازی ۷ | ۱۰ آوریل | سیراکیوس   | ۹۲–۹۱ (۴–۳)   | فورت وین  |

نشنالز برندهٔ سری ۴–۳
- – بازی‌های در ایندیاناپولیس